# 卡尔·卡斯滕斯
卡尔·卡斯滕斯（德語：Karl Carstens，1914年12月14日—1992年5月30日），不來梅人，德国基督教民主联盟政治家。年輕時曾參與納粹黨，1976年至1979年任德国联邦议院议长，1979年至1984年任西德总统。